# یوکو اونو (صداپیشه)
یوکو اونو (انگلیسی: Yūko Ōno; ۲ نوامبر ۱۹۹۳ – ) صداپیشه اهل ژاپن بود.